# Hanzei
Imperador Hanzei (反正天皇, Hanzei-tennō) também conhecido como Imperador Hanshō, foi o 18º Imperador do Japão, na lista tradicional de sucessão.

## Vida
Hanzei era filho do Imperador Nintoku com a Princesa Iwa no Hime e irmão do Imperador Richu, ao ser entronado passou pelos dois filhos de Richu na linha de sucessão. Não há datas concretas que podem ser atribuídas a vida deste imperador ou de seu reinado, mas é convencionalmente considerado queHanzei reinou de 406 a 410 ano em que morreu em seu quarto principal.
O Nihongi afirma que governou a partir do Palácio Shibagaki em Tajihi, na Província de Kawachi (atual Matsubara, Osaka), e que Hanzei morreu em paz em seu palácio.
Antes da sua ascensão ao trono, seu nome era Misu wa Wake no Mikoto.
O local do túmulo de Hanzei não é conhecido. Este imperador é tradicionalmente venerado em um memorial no santuário xintoísta (Misasagi) em Sakai, Osaka .
A Agência da Casa Imperial designa  Tadeiyama kofun ( 田出井山古坟 ) em Sakai como o mausoléu oficial da Hanzei.
Ele é formalmente nomeado Mozu no Mimihara no kita no Misasagi ( 百舌鸟耳原北陵 ). 